# Bonnie Chakraborty
Bonnie Chakraborty es un cantante indio, fue vocalista de la banda de Kolkata llamado Krosswindz hasta 1998. Grabó cuatro álbumes en bengalíes durante su tiempo de actividad.
Bonnie junto a Neil Mukherjee, formaron una banda llamada Kashti promovida por el sello "Zee Music". El álbum contenía ocho temas musicales. La banda se hizo popular, solo entre los círculos de la música de Mumbai. Después de tres años de contrato ya finalizado, la banda se separó. Neil tenía otros planes mientras que Bonnie, comenzó a seguir adelante de formar otra banda llamada Oikyotaan junto a Kartick das Baul, Baul era un cantante bastante reconocido de Guskara en Bengala Occidental. Bonnie tenía ocho años de experiencia en la música rock en Kolkata. Ha grabado cuatro álbumes bengalíes en total, incluyendo tres con un grupo llamado Mohiner Ghoraguli, encabezada por Goutam Chattopadhya.
Bonnie ha interpretado temas musicales para películas del cine hindi:
1. Mangal Pandey - The Rising (2005)
2. Jodha Akbar (2008)
3. Dev D (2009)
4. Agyaat (2009)
5. Shukno Lanka (2010)
6. No One Killed Jessica (2010)

También interpretó una canción titulada (Nikal pado re bandhu) para el último episodio Satyamev Jayate (un programa de televisión (Temporada 1).